# Тур (графство)
Вижте пояснителната страница за други значения на Тур.
Графство Тур (на френски: comtes de Tours) е средновековна територия във Франция в историческата провинция Турен (днес департамент Indre-et-Loire). Столица бил град Тур. През късното Средновековие графството става Херцогство Турен.
През ранния 9 век Тур е собственост на Етихонидите, след това попада под владението на Робертините, които са маркграфове на Неустрия в днешна северозападна Франция.

## Графове на Тур
- Хуго фон Тур (* 780; † 20 октомври 837) (Етихониди), граф на Тур, тъст на императрор Лотар I (Каролинги), свален 828
- Лиутфрид I (* 800/805, † 865/866), негов син, граф на Тур, игумен на Мюнстер-Гранфелден ∞ NN
- Лиутфрид II († сл. 902), негов син, граф на Тур, игумен на Мюнстер-Гранфелден
- Рутперт IV (Роберт I Силни) (X 866), граф на Вормсгау, 853 граф на Тур, 861/866 nobilis Franciae (Франкония, Ил дьо Франс) и граф на Париж; ∞ II 864 Аделхайд, дъщеря на Хуго
- Хуго Абат († 886), доведен син на Роберт, граф на Осер, граф на Тур (Велфи)

## Вицеграфове на Тур
- Хардрад (Ардрадус) († 898)
- Фулк Червения († 941), вицеграф в Анже, първият граф на Анжу
- Теобалд Стари († пр. 942), вицеграф на Блоа, след 908 г. вицеграф на Тур
- Теобалд I Измамника († 975), негов син, 942 граф на Блоа, вицеграф на Тур

## Графове на Тур
- Одо I († 996), негов син, граф на Блоа и Tours ect.
- Теобалд II († 1004), негов син, граф на Блоа и Тур ect.
- Одо II († 1037), брат на Теобалд II, граф на Блоа и Тур ect.
- Теобалд III († 1089), негов син, граф на Блоа и Тур ect.

Графството Тур става собственост през 1044 г. на графoвете на Анжу.